# (2827) Vellamo
(2827) Vellamo est un astéroïde de la ceinture principale.

## Description
(2827) Vellamo est un astéroïde de la ceinture principale. Il fut découvert le 11 février 1942 à Turku par Liisi Oterma. Il présente une orbite caractérisée par un demi-grand axe de 2,31 UA, une excentricité de 0,03 et une inclinaison de 8,6° par rapport à l'écliptique.
Il est nommé d'après la divinité finnoise Vellamo.

## Compléments